# Васильєв Валерій Михайлович
Вале́рій Миха́йлович Васи́льєв (Васильїв, Василів; нар. 1893 — пом. 17 червня 1954, Київ) — український актор і театральний режисер, один з фундаторів Молодого театру Леся Курбаса.

## Життєпис
Народився у 1893 році в сім'ї відомого інженера-дослідника цукроваріння Михайла Калиновича Васильєва.
Свою театральну діяльність розпочав у 1914–1916 роках в театрі Миколи Садовського.
Валерій Васильєв — один з фундаторів Молодого театру Леся Курбаса, який був створений влітку 1917 року і спочатку діяв у приміщенні театру Бергоньє. Свій перший сезон 24 вересня 1917 театр відкрив постановкою «Чорної Пантери і Білого Ведмедя», в якій Валерій зіграв роль Мігуелеса.
З 1917 року разом з Василем Миляєвим (Васильком) Валерій працював у Театральному відділі Міністерства народної освіти УНР, суміщуючи канцелярську роботу з режисерською та акторською у виставах Молодого театру. З 12 вересня 1919 до 1 січня 1920 В. Васильєв виконував обов'язки голови театрального відділу Головного управління мистецтв і національної культури.

Сцена з вистави «Чорна пантера» (Мігуелес — В. Васильєв, Сніжинка — О. Добровольська, Матір — О. Городиська)

Під час роботи в Молодому театрі Лесь Курбас та його молоді колеги, серед яких Валерій Васильєв, взяли на себе обов'язки режисерів, керівників студійних занять. Валерій тоді, як і інші фундатори театру, навчав молодих акторів театру, викладаючи «Слово» Він також їздив до Одеси, де читав лекції в Інституті імені Кропивницького.
15 лютого 1918 року в київській друкарні «Прогрес» було надруковано статут Товариства на вірі «Молодий театр у Києві». Валерій Васильєв названий серед його фундаторів і режисерів. Входив до режисерської колегії (Г. Юра, В. Васильєв, С. Семдор, С. Бондарчук), якою керував Лесь Курбас. У 1918 театр почав ставити вистави у власному приміщенні. 1918 року в Молодому театрі Валерій Васильєв як режисер поставив «Тартюф» Мольєра (художник А. Петрицький).
Пізніше Валерій Васильєв був актором і режисером у «Березолі», Театрі ім. Франка та в інших театрах України.
1938—1941 — керівник Артемівського українського музично-драматичного театру.
Валерій Михайлович пішов з життя 17 червня 1954 року. Похований на Байковому кладовищі у Києві.

## Родичі
Батько — Васильєв Михайло Калинович (1863—1912), видатний інженер-дослідник цукроваріння (понад 50 наукових праць), фольклорист і етнограф. В 1880—1990 надрукував низку етнографічних праць про народні вірування, похоронні звичаї, народний театр, пісні.
Брат Васильєв Микола Михайлович (1901—1961) — вчений-економіст, професор, учень К. Воблого. З 1943 року — в еміграції, автор ряду статей в Енциклопедії українознавства.

## Ролі
- Мігуелес («Чорна Пантера і Білий Медвідь» В. Винниченка, реж. Лесь Курбас)[3]
- Штіер («Чорна Пантера і Білий Медвідь» В. Винниченка, реж. Гнат Юра)[14]
- Андрій («При світлі ватри»)
- Один з трьох царів («Вертеп»)
- Лицар («Йоля» Єжи Жулавського, реж. Лесь Курбас)
- Джонс («У пущі» Л. Українки)

## Режисерські роботи
- «Тартюф» Мольєра (1918, Молодий театр)[11]